# Vaterpolo na Mediteranskim igrama 1955.
Vaterpolski turnir na MI 1955. održavao se u Barceloni u Španjolskoj.

## Konačni poredak
| Mj. | Država     |
| --- | ---------- |
| 1.  | Italija    |
| 2.  | Francuska  |
| 3.  | Španjolska |
| 4.  | Egipat     |

| Pobjednici          |
| ------------------- |
| Italija Prvi naslov |